# Powiat Karkonoski
Der Powiat Karkonoski (deutsch Riesengebirgslandkreis bis 2020 Powiat Jeleniogórski) ist ein Powiat (Kreis) in der Woiwodschaft Niederschlesien in Polen mit Sitz in der selbst kreisfreien Stadt Jelenia Góra (Hirschberg). Der Kreis hat eine Fläche von 628 km², auf der rund 63.300 Einwohner leben. Er ist nach dem Riesengebirge (polnisch Karkonosze) genannt.

## Geografie
Der Powiat Karkonoski liegt im Süden Polens, im Riesengebirge, grenzt im Süden an Tschechien und gehört der Euroregion Neiße an. Der Powiat umschließt die Kreisstadt Jelenia Góra, die ihm jedoch nicht angehört, sondern kreisfrei ist. Nachbarpowiate sind im Westen Lwówek Śląski, im Norden Złotoryja, sowie im Osten Jawor und  Kamienna Góra.

## Gemeinden
Der Powiat umfasst neun Gemeinden, davon vier Stadtgemeinden und fünf Landgemeinden:

### Stadtgemeinden
- Karpacz (Krummhübel)
- Kowary (Schmiedeberg im Riesengebirge)
- Piechowice (Petersdorf)
- Szklarska Poręba (Schreiberhau)

### Landgemeinden
- Janowice Wielkie (Jannowitz)
- Jeżów Sudecki (Grunau)
- Mysłakowice (Zillerthal-Erdmannsdorf)
- Podgórzyn (Giersdorf)
- Stara Kamienica (Alt Kemnitz)

## Partnerschaften
Der Powiat Karkonoski ist mit der deutschen Städteregion Aachen und dem deutschen Landkreis Bamberg, mit dem polnischen Powiat Gryficki sowie dem Okres Jablonec nad Nisou in Tschechien partnerschaftlich verbunden.